# Christoph Eymann

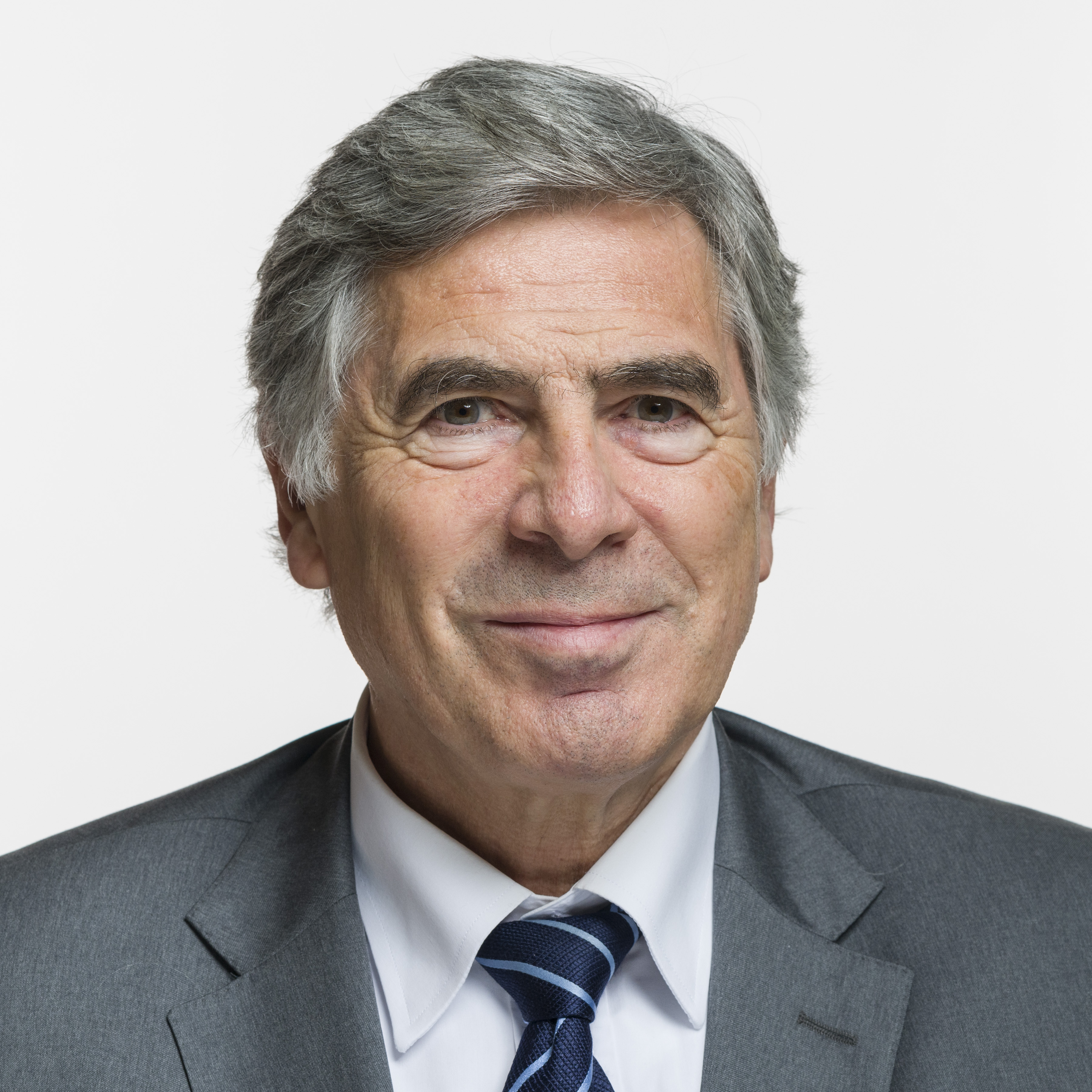
Christoph Eymann (2019)

Christoph Eymann (* 15. Januar 1951 in Basel; heimatberechtigt ebenda) ist ein Schweizer Politiker (LDP). Er war Nationalrat und Basler Regierungsrat. Seit 2019 ist er Präsident der Schweizerischen Konferenz für Sozialhilfe (SKOS).

## Leben
Eymann studierte von 1970 bis 1973 Medizin und von 1973 bis 1978 Jurisprudenz an der Universität Basel. 1980 wurde er zum Dr. iur. promoviert. Von 1980 bis 1984 war er als Jurist beim Basler Volkswirtschaftsbund (heute: Arbeitgeberverband Basel) und von 1984 bis 2001 als Direktor des Gewerbeverbandes Basel-Stadt tätig. In der Schweizer Armee war er Hauptmann.
Eymann ist verheiratet mit Corinne Eymann-Baier. Er hat drei Kinder aus zwei Beziehungen. Sein Bruder, der Arzt Felix W. Eymann, ist ebenfalls Politiker und war bis 2020 Mitglied des Grossen Rats des Kantons Basel-Stadt.

## Politik
Politisch aktiv wurde Eymann 1981, als er zum Mitglied des Basler Bürgergemeinderates gewählt wurde. Von 1984 bis 1995 war er Mitglied des Grossen Rats des Kantons Basel-Stadt. Von 1991 bis 2001 hatte er erstmals Einsitz im Nationalrat. In den Neunzigerjahren setzte er gegen zum Teil grossen Widerstand im eigenen Lager ökologische und gesellschaftspolitische Anliegen durch. Der Grundsatz der «nachhaltigen Entwicklung» wurde seiner Motion entsprechend in die revidierte Bundesverfassung aufgenommen. Von 1999 bis 2001 war Eymann Mitglied des Verfassungsrates des Kantons Basel-Stadt.
2000 wurde Eymann in den Basler Regierungsrat gewählt und 2004, 2008 sowie 2012 im Amt bestätigt. Er war dort Vorsteher des Erziehungsdepartements. Von 2011 bis 2013 war er Präsident der Schweizerischen Universitätskonferenz. Nach dem Rücktritt von Isabelle Chassot wurde Eymann 2013 zum neuen Präsidenten der Erziehungsdirektorenkonferenz (EDK) gewählt. Er trat sein Amt am 1. November 2013 an. Per 8. Februar 2017 trat er als Regierungsrat zurück. Ab 2015 war er wiederum im Nationalrat vertreten. Er war Teil der Fraktion der FDP und Mitglied der Kommission für Wissenschaft, Bildung und Kultur. Auf Ende November 2021 gab er seinen Rücktritt bekannt. Für ihn rückte die Basler LDP-Präsidentin Patricia von Falkenstein nach, mit der er zwei Kinder hat.
Eymann erhielt 2022 die Ehrendoktorwürde der Medizinischen Fakultät der Universität Basel.

## Weitere Aktivitäten
Eymann ist Co-Präsident der Solar Agentur Schweiz (zusammen mit Priska Seiler Graf) und Vorstandsmitglied von educationsuisse. Zudem ist er Verwaltungsrat der S. Karger AG. Seit dem 23. Mai 2019 ist er Präsident der Schweizerischen Konferenz für Sozialhilfe (SKOS).
Von 2017 bis 2021 war Eymann Präsident von Smart Regio Basel und von 2017 bis 2020 Präsident des Vereins «Kleinbasel – Kirche für alle».